# Gautes Marie
Gautes Marie eller Gautes-Mari, egentligen Mari Njellsdotter eller Marie Nilsdatter, var en norsk kvinna som dömdes för häxeri år 1747. Hennes fall var troligen sista fall som ledde till en fällande dom för häxeri i Norge. 
Gautes Marie var verksam som en klok gumma. Då hon behandlade en viss Guraa Olavsdatter, påstod hon att Olavsdotters sjukdom hade orsakats av att denna förbrutit sig mot "de underjordiska". Gautes Marie erbjöd sig att kalla upp dessa troll och komma överens med dem om att lösa Olavsdotter från sjukdomen. Då prästen, Hans Arentz, fick höra talas om detta anmälde han Gautes Marie för häxeri. Den 11 juli 1747 dömdes hon inför rätten av 12 ledamöter som skyldig till trolldom. Domen var konfiskering av hennes egendom och förvisning från riket. Hon infann sig dock inte till nästa ting, så domen kunde inte verkställas. När tinget sammankallades igen 1748 och domens skulle stadfästas, fastslog dock lagmannen att domen var felaktig och ogiltigförklarade den på grund av felaktigt förfarande. 
Den sista person som tycks ha ställts inför rätta för häxeri i Norge var Susanna Monsdatter år 1754.   